# Lobeza aglone
Lobeza aglone är en fjärilsart som beskrevs av Herrich-Schäffer 1855. Lobeza aglone ingår i släktet Lobeza och familjen tandspinnare. Inga underarter finns listade i Catalogue of Life.